# 叶家庄
叶家庄，位于中国广东省佛山市禅城区市东上路宝善坊，为富商叶氏家族在清末时所建的庄宅建筑群落。1989年6月10日，列入佛山市文物保护单位。